# ヴィーナスの勝利

ブーシェに絵画を発注したスウェーデンの駐フランス大使カール・グスタフ・テッシン。

『ヴィーナスの勝利』（仏: Le Triomphe de Vénus, 英: The Triumph of Venus）は、フランスのロココ時代の巨匠フランソワ・ブーシェが1740年に制作した絵画である。主題はギリシア神話の愛と美の女神アプロディテ（ローマ神話のヴィーナス）の誕生である。スウェーデンの駐フランス大使であり、美術コレクターであったカール・グスタフ・テッシンの発注によるもので、現在はストックホルムのスウェーデン国立美術館に所蔵されている。また異なるバージョンがサンクトペテルブルクのエルミタージュ美術館や、八王子市の東京富士美術館に所蔵されている。

## 主題
神話によると愛と美の女神であるアプロディテは海に生じた泡から生まれた。アプロディテは最初にキュテラ島に立ち寄り、その次にキプロス島に上陸した。それ以来、アプロディテは神と人の間の愛と情熱を支配した。

## 作品
フランソワ・ブーシェはキュテラ島で繰り広げられる豪奢で自由気ままに集い遊ぶ海の神々を描いている。ヴィーナスは貝殻に座り、イルカ、法螺貝を吹くトリトン、海のニンフやキューピッド、プットーに囲まれている。ヴィーナスの足元に留まる白い鳩の群れはヴィーナスのアットリビュートである。画面右側のトリトンはニンフを担ぎ上げ、ニンフは手に持った貝殻に真珠のアクセサリーを入れてヴィーナスに捧げている。プットーたちは風にあおられて宙を舞う銀と赤の縞模様の日除けの幕と戯れている。ニンフの1人は愛の喜びに包まれて眠りに落ちている。彼女の太股の内側に留まった白い鳩は性行為を隠している。2人のキューピッドは空を横切って飛んでいる。1人は永遠に燃える愛を表す松明を持ち、もう1人は眠るニンフに愛の矢を放っている。背後のキュテラ島には嵐が近づいている。
彼らは官能的なポーズで相互に作用し、生き生きとした官能的な動きを作り出している。驚くべきことに画面の卓越した構図にもかかわらず、ブーシェが制作前に行った準備素描はほんの数枚のみである。冷たい水色とピンクの配色、官能性、空を舞う布地に生まれる渦巻く動き、そして体、魚、布地、水の集まりは、ロココとして知られる様式の典型である。

## 来歴
『ヴィーナスの勝利』はスウェーデンの外交官であり美術コレクターであるカール・グスタフ・テッシンが画家の工房から直接購入した。財政難のため、テッシンは1749年に自身の美術コレクションのほとんどを売却することを余儀なくされた。『ヴィーナスの勝利』は他の多くの絵画、素描、芸術作品とともにスウェーデン王室によって購入され、1866年に王室の美術コレクションとともに新しく開館した国立博物館に移された。

## ギャラリー
本作品のほかにテッシンのコレクションからスウェーデン国立美術館に入った神話画には以下のような作品がある。

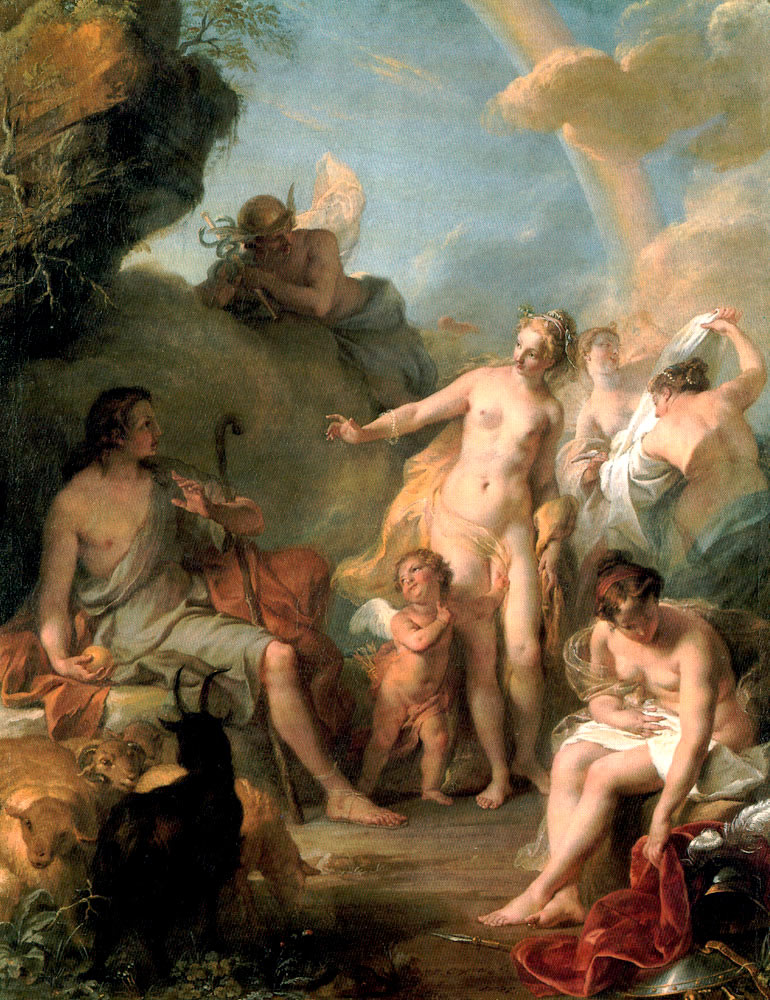
ノエル＝ニコラ・コワペル『パリスの審判』1728年
フランソワ・ルモワーヌ『ヴィーナスとアドニス』1729年
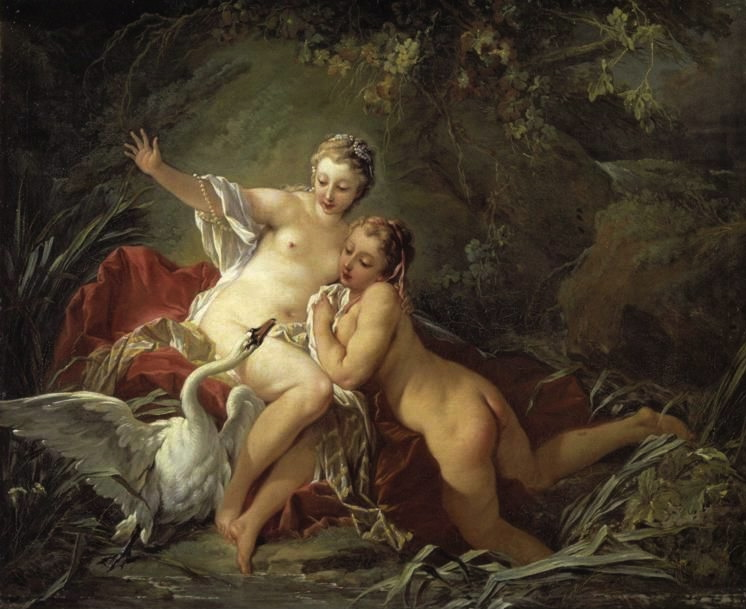
フランソワ・ブーシェ『レダと白鳥』1742年